# درون‌مایه‌های شعر حافظ
یکی از برجسته‌ترین ویژگیهای شعر حافظ لحن طنزآمیز کلام وی است. حافظ در سراسر دیوان خود بدون هیچ استثنایی رفتار مذهبی ریاکاران عصر را با طنز به چالش می‌کشد. در تمامی دیوان حافظ حتی یک مورد بیان طنزآمیز نمی‌توان یافت که در ساختار معنایی آن برخی از عناصر مذهب وجود نداشته باشد.

## رابطه با سیاست مذهبی
حاکمیت در طول تاریخ ایران همواره حاکمیت مذهبی بوده است. حتی لامذهب‌ترین حکومتها همواره به گونه ای به مذهب و روحانیت باج می‌داده‌اند. تصور بر این است که در برخی از ادوار، حکام تکیه و تأکید بیشتری بر مذهب داشته‌اند. عصر حافظ به‌ویژه دوران حکومت امیر مبارزالدین محمد یکی از نمونه‌های برجسته این ویژگی در تاریخ ایران است. در چنین شرایط تاریخی طنز شاعر، که ناظر بر تناقضهای داخل نظام اجتماعی و سیاسی و ساختار حکومت است، متوجه اهرم قدرت که همان مذهب است می‌شود.
لذا شعر حافظ شعری سیاسی است و طنزی که در آن استفاده شده به عناصری از مذهب گره خورده است. زیرا ظاهراً حکومت عصر حافظ قدرت خویش را به مذهب و عناصر اعتقادی مردم گره زده بود. شعر حافظ ریاکارانی را به طنز می‌کشید که می‌خواستند از زبان مذهب و از نیروی اعتقاد مردم بنفع خویش استفاده نمایند.
ظرافت حافظ در نقد و پرده دری پیرامون نهادها و موسسه‌های دولتی و غیردولتی منحصربه‌فرد است.

## تجاوز به حریم تابوهای مذهبی
حافظ برخی از تابوهای جامعه زمان خود از قبیل «صومعه»، «خانقاه»، «محتسب» و «شحنه» که وابسته به مذهب یا وابسته به حکومت بودند را هدف گرفته است.
حافظ به رمضان و روزه به طنز نگریسته است همچنان‌که به دیگر آداب مقدس نیز با همین دیدگاه نگریسته است.

## طنز توأم با مرثیه
میان طنز با خنده ملازمه ای نیست. گاه یک طنز می‌تواند شخصی را بگریاند.

## سلاح طنز و اهداف مصلحانه حافظ
با اینکه حافظ به زبان طنز و کنایه، در مقابل بسیاری از کژروی‌ها انحراف‌ها، موضع گیری تند نموده است؛ ولی تاکنون در مورد حافظ، کمتر گفته شده که او متفکر یا مصلح است.
حافظ فسادها و آسیب‌ها را تا اعماق می‌شناسد و جرّاح وار به نیش تر انتقاد می‌شکافد و آن گاه به مهربانی مرهم می‌نهد. در این راه، سلاح حافظ در کاروبار انتقاد و اصلاح اجتماعی اش، فقط طنز اوست؛ تاریخ ایران بعد از حمله مغول، زمانه بسته و پر خفقانی بود که در آن زمان، تنها کنایه می‌توانست فریادرس باشد.